# IFグニスタン
IFグニスタン（IF Gnistan）は、フィンランドのヘルシンキ・オウルンキュラをホームタウンとするサッカークラブである。

## 歴史
IFグニスタンは1924年にスウェーデン語話者であるSvenska ReallyceuminとÅggelby Svenska Samskolanの学生によって創設された。初期の主な活動はスキー、陸上競技、水泳、ペサパッロだった。1930年代にサッカーが重要な部門となった。1934年にスタジアムが完成し、翌年にはフィンランドサッカー協会のヘルシンキ地区に加盟した。1950年代には陸上競技、スキー、オリエンテーリング、女性の体操競技、卓球、クロスカントリースキー部門などがあったが、社会の変化に伴い、小規模なクラブが多くの部門を持つことは難しくなり、サッカー部門以外は消滅した。
2016年、昇格プレーオフでMuSaに勝利し、2001年と2002年に所属して以来となるウッコネン昇格を決めた。

## 歴代所属選手
- 和久井秀俊 2017